# Ivo Dubš
Ivo Dubš (* 4. Juli 1974) ist ein ehemaliger tschechischer Volleyballspieler.

## Karriere
Ivo Dubš spielte bis 1999 beim slowakischen Verein VKP Bratislava. Danach wechselte er in die deutsche Bundesliga zum VfB Friedrichshafen. Hier wurde er zweimal Deutscher Meister und gewann einmal den DVV-Pokal. In seinen beiden Bundesligajahren wurde Ivo Dubš in den Ranglisten des deutschen Volleyballs auf Spitzenpositionen in den Kategorien Annahme, Abwehr und Angriff gewählt. 2001 wechselte er zum französischen Verein AS Cannes und 2003 zum Ligakonkurrenten Paris Volley, mit dem er 2004 den französischen Pokal gewann.
Ivo Dubš kam vielfach in der Tschechischen Nationalmannschaft zum Einsatz, mit der er 2003 den vierten Platz in der Weltliga erreichte und 2004 Sieger der Europaliga wurde.